# هاينرش كولر
هاينرش كولر (24 مارس 1881 - 22 أغسطس 1945)، هو طوابعي وبائع طوابع ألماني، ولد في دارمشتات في ألمانيا.
كان هاينريش كولر تاجر طوابع وناشرًا لهواة جمع الطوابع. وقّع على قائمة هواة جمع الطوابع المتميزين عام 1932. ولقد أدار كولر وساهم في تأسيس دار جيلبرت وكوهلر في باريس من عام 1904 إلى عام 1912. يُعرف كولر بأنهُ مؤسس دار المزادات الألمانية التي تحمل الاسم نفسه، والتي تأسست عام 1913 في برلين ولا تزال قائمة.